# Brasiliens konstitution (1891)
Brasiliens konstitution från 1891 (portugisiska: Constituição da República dos Estados Unidos do Brasil, ’Republiken Brasiliens förenta staters konstitution’) var det självständiga Brasiliens andra konstitution. Den markerade övergången från monarki till republik efter kejsardömets fall 1889. Statsskicket övergick till förbundsrepublik med presidentstyre. I unionen ingick tjugo delstater (tidigare provinser) samt det federala distriktet (den tidigare neutrala kommunen) Rio de Janeiro.
Arbetet med den nya konstitutionen inleddes under den provisoriska regering som tillsattes vid republikens utropande. Huvudförfattare var Prudente de Morais och Ruy Barbosa. Konstitutionen byggdes till delar på Argentinas konstitution från 1853 men inspirerades även av USA:s och Schweiz konstitutioner.
Förutom en ändring 1926 var konstitutionen från 1891 i kraft under hela Första republiken. Den ersattes 1934 efter Getúlio Vargas militärkupp vid revolutionen 1930.

## Sekulär republik med presidentstyre
I 1891 års konstitution reducerades monarkins starka centralmakt. Kommuner (municípios) och delstater (estados) gavs ökat självstyre. Makten fördelades oberoende mellan de verkställande, lagstiftande och dömande statsmakterna. Den tidigare modererande makten, representerad av monarken, avskaffades. För att styret i den nya republiken tydligt skulle spegla medborgarnas vilja valdes presidenten och nationalkongressen i öppna, direkta och allmänna val.
Statschefen, presidenten, valdes för fyra år, utan möjlighet för omval till direkt påföljande mandatperiod. Presidenten utsåg själv sin regering. Vicepresidentval hölls separat.
Rösträtt hade män från 21 års ålder. Kvinnor, tiggare, analfabeter, lägre militärer och medlemmar i religiösa ordnar var fortsatt utestängda från val.
Stat och kyrka separerades och val skulle inte längre äga rum i kyrkorna. Staten skulle inte påverka tillsättning av tjänster inom kyrkan som kardinaler, biskopar och andra. Församlingar upphörde att vara administrativa enheter inom staten. Staten övertog folkbokföringen. 

## Huvuddrag
- Monarkin avskaffas.
- Alla adliga privilegier avskaffas.
- Republik med presidentstyre införs.
- Landets namn är Brasiliens förenta stater (Estados Unidos do Brazil).
- Varje tidigare provins bildar en delstat i unionen.
- Den tidigare neutrala kommunen bildar det federala distriktet Rio de Janeiro.
- Enligt principen om maktdelning ska landet styras av nationalkongressen (lagstiftande makten), presidenten (verkställande makten) och högsta domstolen (dömande makten).
- Nationalkongressen är ett tvåkammarsystem sammansatt av senaten och deputeradekammaren.
- Presidenten är både stats- och regeringschef och utses i direktval för en mandatperiod på fyra år.
- Vicepresidenten utses i direktval och är ordförande i senaten.
- Kyrka och stat skiljs åt och katolska kyrkan upphör att vara statsreligion.
- I ett särskilt tillägg avsätts ett 14 400 km² stort område på Brasilianska höglandet för en framtida flytt av huvudstaden.[4]